# 李清照
李 清照（り せいしょう、1084年 - 1155年）は、北宋末期・南宋初期の詩人。自らが易安居士と号した。斉州章丘県（現在の山東省済南市章丘区）の出身。父は李格非。母は宰相王珪の娘。夫は趙明誠（尚書右僕射趙挺之の子）。中国史上を代表する女流詞人として知られている。

## 生涯

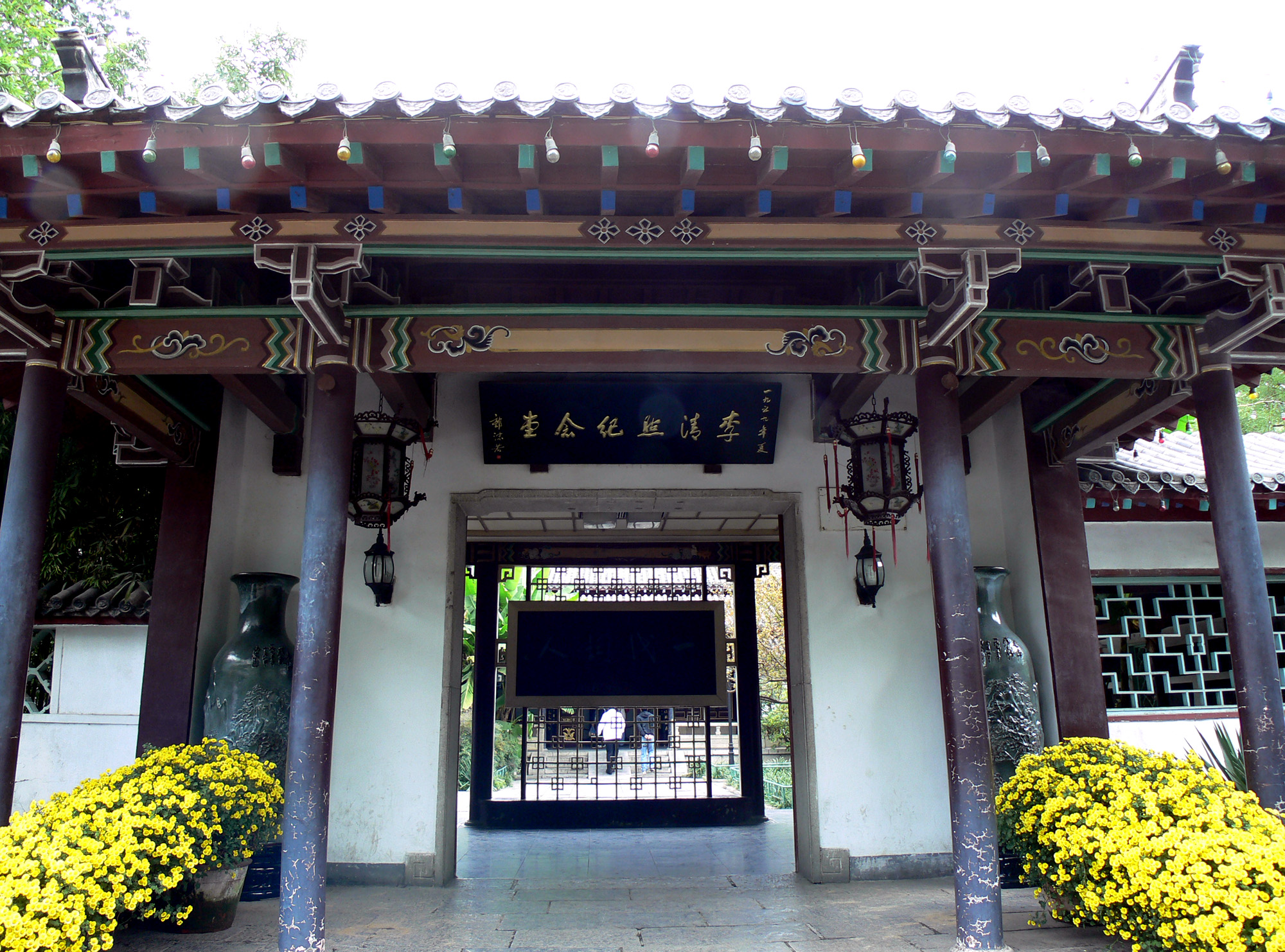
李清照紀念堂（済南市）

18歳の時、当時太学の生徒であった3歳年上の夫の趙明誠と結婚する。本や古器物をこよなく愛した二人は衣類を質に入れては気に入った本などを購入したと言われるほどの蔵書家であった。後に清照は夫の趙明誠の『金石録』編纂を手伝う事になる。
ところが、母の葬儀のために夫婦揃って帰郷の途中、靖康の変が発生して夫の任地も金軍の攻撃を受けて蔵十数個に分散されていた蔵書類は悉く焼かれてしまう。更に1129年に臨安の宮廷に召されていた夫の趙明誠が48歳で急死、清照とともに残された車十数台分の蔵書の残りも金軍の兵火と流民の略奪によって悉く失われた。更に再婚した夫の張汝舟に虐待された末に離別して流浪の生涯を送る中で優れた詞を多く生み出したと言う。

## 作品について
李清照は数々の詞・詩・文を書き残している。中国の人民文学出版社から出版された『李清照集校注』（王学初）には彼女が残した詞・詩・文のほとんどを網羅している。
南宋を代表する儒学者の朱熹は、李清照の詞作について「本朝の婦人の文を能くするは、ただ李易安と魏夫人有るのみ」と称えている。また宋代の文人の王灼は「才力華贍にして、前輩に逼り近づき、士大夫の中に在りても已に多くを得ず。若し本朝の婦人ならば、当に文采第一と推すべし」と記している。
清代には李清照は婉約派という宋詞の流派の宗匠であるとされ詞壇における地位は生前以上に確かなものとなっていった。
現代にあっては中国現代を代表する文学者の鄭振鐸をして「李清照は宋代で最も偉大な女流詩人であるばかりでなく、中国文学史上最も偉大な女流詩人である」と言わしめるほどである。
ただし、動乱の真っただ中を生きたことなどもあって、作品の大部分は散逸し、資料は少ないという。
日本においても、李清照への評価は高く、漢文学の女性翻訳家として著名な花崎采琰（子は作家花崎皋平）は述べている。
「李清照は宋代が生んだ女詞人の至宝である。彼女の才能は全く男女の別を思はせない完璧のものであって、南宋十傑中に指折られる大家である。男では李後主（李煜）、女では李清照、と対照されてゐる。李白を加へて詞家の三李と認められてゐる」。
中田勇次郎は花崎采琰の編・訳による詞集の序文で「詞はわが國の和歌ににて、やさしくうつくしいものであるが、李清照の詞はさらにそのうえに理智のかがやきがそえられて、清新な感覚のうちに、宋詞のもっともよい特質であるさびしさとほそみが、本格的なすがたをよそおってつつまれている點では宋詞のもっともよい例であるといっても過言ではない」と称賛している。